# Duguetia yeshidan
Duguetia yeshidan é uma espécie de magnólia. Foi descrito pela primeira vez por Noel Yvri Sandwith .  Duguetia yeshidan pertence ao gênero Duguetia, e à família Annonaceae.
Este tipo de planta pode ser encontrado em:
- Guiana